# 町でうわさの天狗の子
『町でうわさの天狗の子』（まちでうわさのてんぐのこ）は、岩本ナオによる日本の漫画作品。『月刊フラワーズ』（小学館）にて2013年12月号まで連載された。単行本は全12巻。
2009年にTV Bros.マンガ賞『輝け! 第2回ブロスコミックアワード2009』大賞受賞、2010年に第55回（平成21年度）小学館漫画賞少女向け部門をそれぞれ受賞。

## あらすじ
天狗を信仰する町、緑峰町。その町でうわさになっているのは、天狗の神様・康徳坊の一人娘、秋姫。
天狗と人間の間に生まれたハーフである秋姫は、幼なじみの瞬から「早く天狗になる修行を始めろ」と言われ続けているが、彼女の頭の中は同級生のタケル君のことでいっぱいで…。

## 登場人物

### 主要人物
刑部 秋姫（おさかべ あきひめ）
主人公。康徳神社の天狗'康徳坊’と、普通の人間の母の間に生まれた"天狗の子"。週に一度、お山の上の父に会いに行く。
緑峰山太郎坊秋姫という天狗としての名を持ち、お山では「太郎坊」と呼ばれるがその名を嫌っている（眷属からは「姫様」と呼ばれる）。天狗の血を引いているせいか、脱輪した2トントラックを簡単に持ち上げてしまうなど、非常に力持ちであるが、天狗になるための修行をしていないため術の類は使えない。力持ちの特性は町の人々にも重宝されている。ただし運動神経は悪い。
本人は天狗となることを嫌い修行も怠っていたが、その資質は過去に例を見ないほど強力なものを秘めている（ただし制御が未熟）。高校一年の頃から他の目的もあって徐々に修行を初め、徐々にその才能を開花しているが、一方で自身の内で起こっている「変化」を恐れている。能力は修行途中の段階でも、一瞬で町を一望出来る高さまで飛翔したり、雨を雨雲ごと蒸発させて消しさる事や、不動明王の力を呼び出し神谷武の創り上げた"鬼"を一撃で粉砕する事すら可能である。
中学時代からその神谷武（タケル）のことが好きで、高校一年の春に意を決して告白、付き合うことになったが、タケルから別れを切り出されてしまった。後に再び良い友人関係となる。その後高校生活を謳歌していたが、ある時に幼馴染みである榎本瞬への想いに気付く事となる。
性格は極普通の年頃の女の子で、友達思いでもあるが、小さい頃に天狗の子である事からいじめられていたため、友人を作る際には慎重になってしまう。非常に大食いであるが、これは力の制御が利いていないゆえに、消耗が激しいため。最近は修行して食欲が少し減った。
9月生まれのO型。身長156cm 体重48kg 好きな食べ物はメロンパンと炭水化物。
榎本 瞬（えのもと しゅん）
秋姫の幼なじみにして乳兄弟。人間だがワケあって、天狗になるための修行中（烏天狗志望）。天狗としての名は緑峰山次郎坊瞬。
赤子の時に緑峰山のふもとに捨てられていたところを康徳坊に発見され、引き取られる。当時生まれたばかりの秋姫と一緒に春菜によって育てられた。ということになっているが、緑が紫に語った「今まで誰にも言ったことがない話」によれば、緑と異母きょうだいであることが示唆されている。刑部家でのは家族同然の扱い。一度見たものは忘れない程記憶力が良く、学校の成績も学年2位と優秀。天狗になることを志していた為に、小学校と中学校には通っていなかったが、高校からは秋姫の監視や護衛も含めて同じ高校に通う事となった。
頭の良さや判断力の高さ、肝の座った性格を十二分に発揮し、お山での事務処理などもつつが無くこなすため、康徳坊にも信頼されている。性格は一見すると無愛想で怖そうに見えるが、女子からの人気は高く、面倒見も良い。大変な天狗ファンで、歴史や昔話に登場するような有名所の天狗についてはミーハーと云って良い興味を示す。古墳巡りが趣味で、タケルとは度々掘りに行っている様子。
力を徐々に増している秋姫と、自分が見た夢との因果関係を探りながら、彼女を守る事を決めている。
1月生まれのAB型。身長178cm 体重58kg 好きな食べ物はイカ、タコ、ウニ。
神谷 武（かみや たける）
秋姫が想いを寄せる男の子。家は大工で、康徳神社を建てたのは神谷家の先祖である。
一族の血筋ゆえか、学校の成績は悪いが手先が大変器用で、彼の創り上げた像や達磨などには神性が宿っている様子が多々描写されている。また力との関係とは不明だが、妖（あやかし）を引きつけて好かれてしまう性質を持つ。学校の授業で精魂込めて作った鬼の面には、実際に鬼が宿ってしまい、仏師としての才能を見せ始めている。
学校で天狗の娘と言われる秋姫に最初から偏見なく接してくれた唯一の人物。瞬とも徐々に親しくなっていき、彼の友人となっていく。女子にも非常にモテる。爽やかな休日にホームセンターへ行くのが好きで、他にも瞬達と一緒に、貝塚での矢じり掘りなどにも興じていた。大変な仏像マニアで、一度その話をし始めると止まらなくなる。
6月生まれのA型。身長176cm 体重52kg 好きな食べ物はチョコレートとコーヒーロール。

### 友人
松中 緑（まつなか みどり）
秋姫の親友。祖父は緑峰町の町長で、名前の「緑」も町の名前から取るほど、緑峰山を贔屓している。
小学生の頃、「町長の孫」と言われるのが嫌で、同じく「天狗の娘」と言われるのを嫌がっていた秋姫と仲良くなった。瞬の事やお山の事情、眷属見習い達とも面識があり、秋姫の良い理解者となっている。性格はクールで毒舌家だが、一方でかなりのネガティブ思考を垣間見せる。読書家で怪しい本が好き。メガネを取ると美少女。
一歳上の毛利紫に小学生の頃から片思いしていたが、高校で彼と再会した事により、再びその気持ちが動き始める。
赤沢 千洋（あかざわ ちひろ）
秋姫とは中学時代からの知り合いで、高校では別クラス。さらさらの長い黒髪が自慢の美少女。モテる女子の代表。複数の男子からアプローチをかけられているが、あしらい慣れている事もあり、秋姫には「恋愛隊長」と呼ばれていた。秋姫には度々瞬やタケルの事でアドバイスをくれる。家は化粧品屋をしているが商売が振るわない為、彼女は実家の事まで考えての将来設計を考えている。
初期は秋姫と同じくタケルの追っかけをしていたが、ある事をきっかけに知り合った三郎坊に興味を惹かれていき、その距離は徐々に近づいていく。
金田一 麗華（きんだいち れいか）
高校で秋姫と同じクラスになった赤飯中出身の女子。あだ名は「金ちゃん」。高校で出会ったときは天狗を信仰している緑峰中出身の生徒や、天狗の娘と噂される秋姫をバカにしていたが、後に和解。自身は恋愛経験がないが、男らしく頼りになる面を見せ、度々秋姫への励ましをしてくれる。
その面倒見の良さから知り合った猫町とは良い友人関係を築いていっている。
武蔵境 栞（むさしさかい しおり）
高校で秋姫と同じクラスになった赤飯中出身の女子。友達思いで秋姫とも仲がよい。
松任谷 紗綾（まつとうや さあや）
高校で秋姫と同じクラスになった赤飯中出身の女子。料理や裁縫が得意。愛称「まっつん」
万里小路 亜弓（までのこうじ あゆみ）
元ミス茶渋中。モデル系美少女で秋姫が憧れている相手で、二年生になりクラスが一緒になった。愛称は「マディ」。
烏丸 紅葉（からすま もみじ）
京都にある鞍馬山に住む、伝説の烏天狗鞍馬山僧正坊の娘。天狗名は鞍馬山三十八郎坊紅葉。群青高校に転校して来る。
小柄な少女だが物怖じせず、感情表現豊かで礼儀正しいが、自身がモテるのも自覚している。その為女子からはいい奴であると認識されていながらも、その辺を恐れられている。また世渡りにソツがなく、人間関係を円滑にこなしていく。校内にはファンクラブが存在する。
天狗の子にして父や天狗を尊敬しているため、瞬とは趣味や話題が非常に合う様子を見せている。秋姫は当初彼女に苦手意識を持っていたが、少しずつ打ち解けてきている一方で、彼女と瞬との関係を気にしてしまい僅かに距離を置いてしまう様子を見せている。秋姫の事も慕っており、彼女への態度も非常に友好的。女子高生的な視野（恋愛面など）から、秋姫の太郎坊としての修行指南を行ったり、秋姫が怪力のセーブなどで苦労している事も察しており、秋姫の良き理解者となりつつある。
紅葉自身は秋姫をはじめ、お山や学校の友人にも男女の別なく礼儀を欠かさず親しくなっていたが、栄介に対してのみ辛辣な態度を見せる。
西城 隼人（さいじょう はやと）
タケルの親友。割れアゴ、濃い髭、リーゼント、はだけた胸元が特徴的。男らしさを前面に見せ、友人想いなナイスガイ。タケルと同じくホームセンターをこよなく愛す。瞬とも親しくなり、後に三人で良く行動するようになる。
毛利 紫（もうり ゆかり）
生徒会長。性格は明るく懐っこい。楽観的でもあるが視野は広く、会長として忠実に職務をこなす。出会って直ぐに友人になれるのが長所。

### 家族
康徳坊（こうとくぼう）
秋姫の父親。康徳神社の僧正天狗。
非常に親バカで秋姫を溺愛しており、彼女に嫌われることを恐れている。また、妻一筋で名前を呼ぶ時は「春菜ちゃん」と呼ぶ。天狗となったのは江戸中期のため、比較的若い部類の天狗。緑峰町の守護をつつが無く行っており、町民達からも親しまれ信頼されている。娘の力の事を案じ、事の推移を見守っており、瞬の事も父親として接している。
人間の時は誰とも目も合わさないような破戒僧であったらしく、後に如何なる経緯を経て天狗となったかは不明。
刑部 春菜（おさかべ はるな）
秋姫の母親。夏祭りの夜に、450歳年上の康徳坊と恋に落ちた。最初は子どもは康徳坊が引き取るという約束だったが、母性本能に勝てず、「秋姫を取り上げたら天狗は人攫いだと言いふらす」と脅し、手元で育てることにした。瞬の育ての母親でもあるため彼とも家族同然なのだが、瞬は態度こそ母親に対する息子のそれであるものの「春菜さん」と呼ぶ。
仕事などはしていない普通の専業主婦のようであるが、眷属見習いを引き連れて神戸まで出向き豪遊している様子なども見える。性格や容姿は明るく若々しいままで、自身の経緯やさっぱりした性格もあってか、人間の器の大きい部分を見せる。

### 眷属
緑峰山に住む、眷属（神の守護やお使いをするもの）候補である見習い達で、現在修行中。
三郎坊（さぶろうぼう）
狐の眷属。稲荷への昇格を目指し「商売繁盛の神」を目指している様子も多々見受けられる。
四郎坊（しろうぼう）
狸の眷属。目指すは「夫婦円満の神」で、色恋沙汰の解決に対し積極的。
五郎坊（ごろうぼう）
兎の眷属。幼い頃に瞬が拾った兎。
六郎坊（ろくろうぼう）
猿の眷属。
七郎坊（しちろうぼう）
鶏の眷属。オネエ口調で喋る。
八郎坊（はちろうぼう）
猪の眷属。
九郎房（くろうぼう）
ホンシュウジカの眷属。
十郎坊（じゅうろうぼう）
マレーバクの眷属。緑の父親が密漁してきたもので、現在は動物園にいる。国に帰ることが決まっている。
疾風（はやて）
狼の眷属神で、お山において康徳坊に次ぐ力と地位を持つ。
白妙（しろたえ）
白蛇の眷属神で、お山において康徳坊に次ぐ力と地位を持つ。

### その他
石槌山五郎坊栄介（いしづちやまごろうぼうえいすけ）
鞍馬山と並ぶ西の名門、石槌山の五郎坊（末っ子）。年齢は秋姫達の一つ下。四国出身。わがまま放題育てられている為か自信家で、面食い。当初は秋姫との婚約が持ちかけられていたが、康徳坊が握りつぶしていた。高校生になり、秋姫達と同じ学校に通い出す。もみじのことが好きらしい。
福山（ふくやま）
梟の眷属神。1200年もの時を生き、「森の賢者」とまで称される力ある存在。その知識量も生き字引と云える。
モコモコ
戦国時代の合戦によってこの地に倒れ、帰る事の出来なかった"もの"。余りに長い時間彷徨った為、自らの"環る"国も忘れてしまっている。タケルの作る像によって、環る事を望んでいた。康徳坊がまだ人であった頃からの知り合いでもある。

## 用語
緑峰町（りょくほうちょう）
天狗を信仰する町。「山には天狗、川にはカッパ」という考えが浸透しており、天狗は神のような存在である。緑の祖父が町長を務める。
康徳神社（こうとくじんじゃ）
「神の領域」と見なされ、普通の人間は入ることができない禁足地。まだ天狗になりきれていない瞬は、ここでは天狗の面を外すことができない。タケルの祖先が建てた。
緑峰山（りょくほうざん）
康徳神社がある山。康徳坊が治めている。
群青高校（ぐんじょうこうこう）
秋姫たちが通う高校。
緑峰中学校（りょくほうちゅうがっこう）
秋姫たちが通っていた中学校。
赤飯中学校（せきはんちゅうがっこう）
金田一たちが通っていた中学校。
鞍馬山（くらまやま）
京都の山で、"西"の天狗の総本山。紅葉の出身地。鞍馬天狗は義務教育を終えたら鞍馬以外の山での修行が認められている。
神谷家（かみやけ）
タケルの家系。古くは流浪の民であったが、昔から何人かに一人、仏師としての力の強い人物が登場していたため、妖魔などに狙われやすかった。後に緑峰山のふもとに落ち着いた際に「神谷」を名乗り定住した際に、康徳坊が末代まで守護する約束を交わす事となる。
天狗道（てんぐどう）
六道からすら外れた、「魔界」とも云うべき道。福山は時間軸そのものが完全に存在しない、閉鎖された世界と推測している。

## 単行本収録作品
手をとって、そのままで
『flowers』2005年12月号掲載
両親の再婚により姉弟になったマミとたつみだが、たつみはマミのことを姉と思ったことがなかった。恋人がいる様子が窺われないマミに、母がお見合い話を持ち込む。

## 書誌情報
- 岩本ナオ 『町でうわさの天狗の子』 小学館〈フラワーコミックスα〉 全12巻（2013年11月現在）[4]
  1. 2007年12月10日発売、ISBN 978-4-09-131393-5、「手をとって、そのままで」収録
  2. 2008年07月10日発売、ISBN 978-4-09-131692-9
  3. 2009年01月10日発売、ISBN 978-4-09-132258-6
  4. 2009年06月10日発売、ISBN 978-4-09-132518-1
  5. 2009年11月10日発売、ISBN 978-4-09-132819-9
  6. 2010年04月09日発売、ISBN 978-4-09-133178-6
  7. 2010年10月08日発売、ISBN 978-4-09-133458-9
  8. 2011年06月10日発売、ISBN 978-4-09-133823-5
  9. 2012年04月10日発売、ISBN 978-4-09-134463-2
  10. 2012年12月10日発売、ISBN 978-4-09-134796-1
  11. 2013年07月10日発売、ISBN 978-4-09-135460-0
  12. 2014年01月10日発売、ISBN 978-4-09-135738-0

  - 12巻原画集付き限定版 2014年01月10日発売、ISBN 978-4-09-159168-5